# Sylvain Lhermitte
Pour les articles homonymes, voir Lhermitte.
Sylvain Lhermitte est un metteur en scène et architecte français.

## Biographie

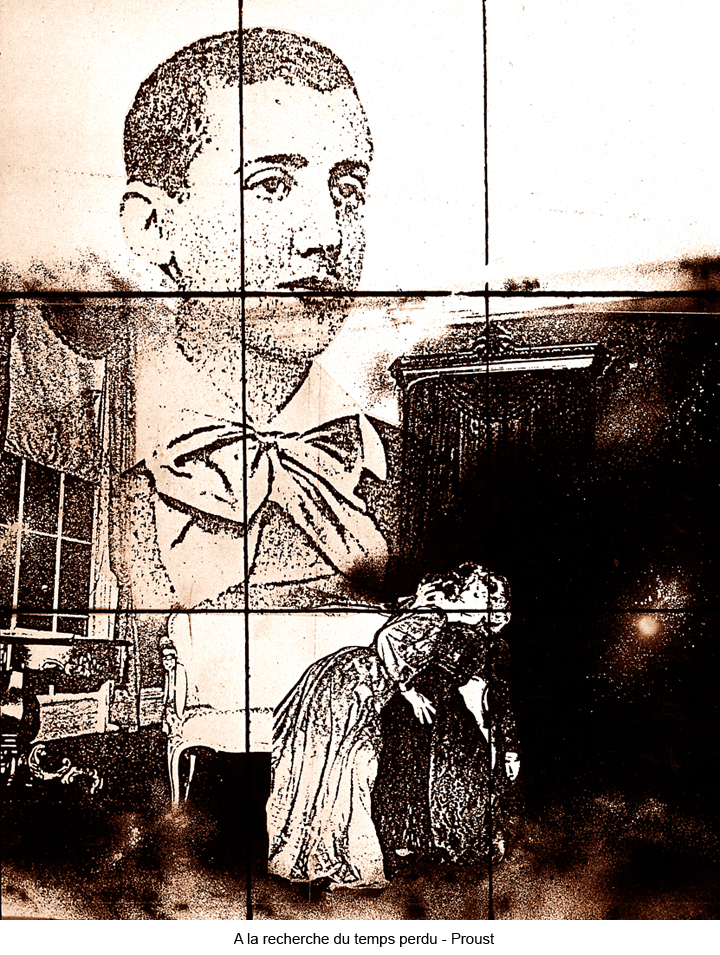
À la recherche du temps perdu d'après Marcel Proust

Né en 1953, il est architecte DPLG, et reçoit la bourse Jean-Walter Zellidja de l'Académie française pour développer sa recherche sur "Théâtre et Urbanisme" à l'Université Yale où il est Research Fellow à la Drama School, et Visiting Professor à Branford College. Il est invité comme metteur en scène en résidence au Théâtre La Mama de New York et fonde en France la compagnie de théâtre forain, Terre de Scène, Int. Il soutient un DEA sur le metteur en scène britannique Edward Gordon Craig.
Il prend l'habit de moine à l'Abbaye Saint-Martin de Ligugé puis part vivre dans un ermitage.  

Il enregistre des audio-livres. Son récit de marche vers Compostelle : ... Et fais ce qu'il te plaît ! 52 jours de Cadix à Santiago de Compostelle, est publié en 2019 aux Éditions l'Harmattan. 

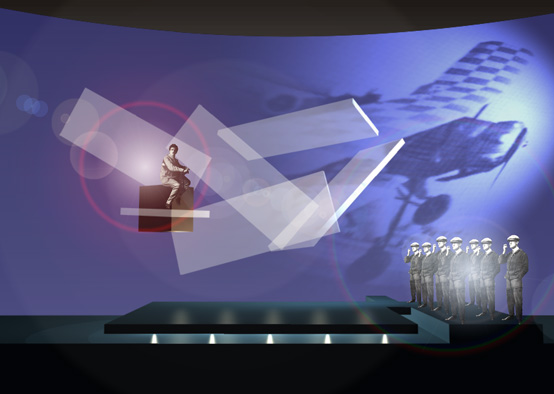
Der Lindberghflug, opéra radiophonique de Kurt Weill et Bertolt Brecht.

## Mise en scène, projets scéniques et autres réalisations
- 2019 : ... Et fais ce qu'il te plaît !, 52 jours de Cadix à Santiago de Compostelle
- Marche de Canterbury à Rome sur la Via Francigena
- 2018 : Les bénédictions du temps présent  de John H. Newman, audio-livre
- 2015 : Évangile, Épitres et Apocalypse de Saint-Jean, audio-livre
- 2014 : L'enfance de Jésus  de Benoît XVI, audio-livre
- Marche de Cadix à Santiago de Compostelle sur la Via de la Plata
- 2013 : Les livres de la Sagesse : Job, Proverbes, Ecclésiaste, Cantique, Sagesse, Siracide de la Bible, audio-livre
- 2012 : Je est un autre de Maurice Zundel et Comprendre Maurice Zundel, audios-livres
- 2011 : Mystère de la Passion d'après Jean Michel
- Marche de l'Abbaye Saint-Martin de Ligugé à Santiago de Compostelle sur le Camino del Norte
- 2009 : Didon et Énée de Henry Purcell – Projet scénique
- 2008 : Bajazet de Antonio Vivaldi – Projet scénique
- 2007 : Oberon de Carl Maria von Weber - Projet scénique
- 2006 : Der Jasager de Bertolt Brecht et Kurt Weill – Projet scénique

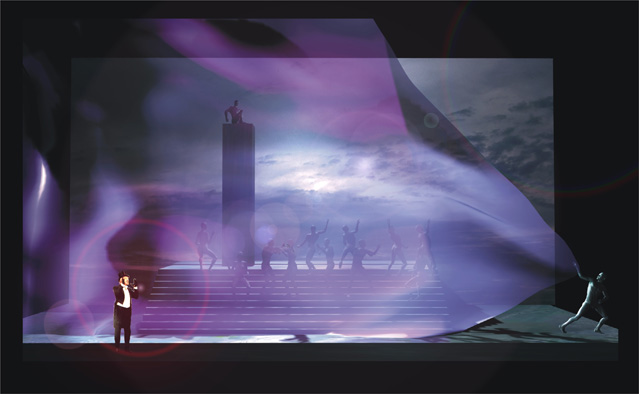
Oberon opéra de Carl Maria von Weber

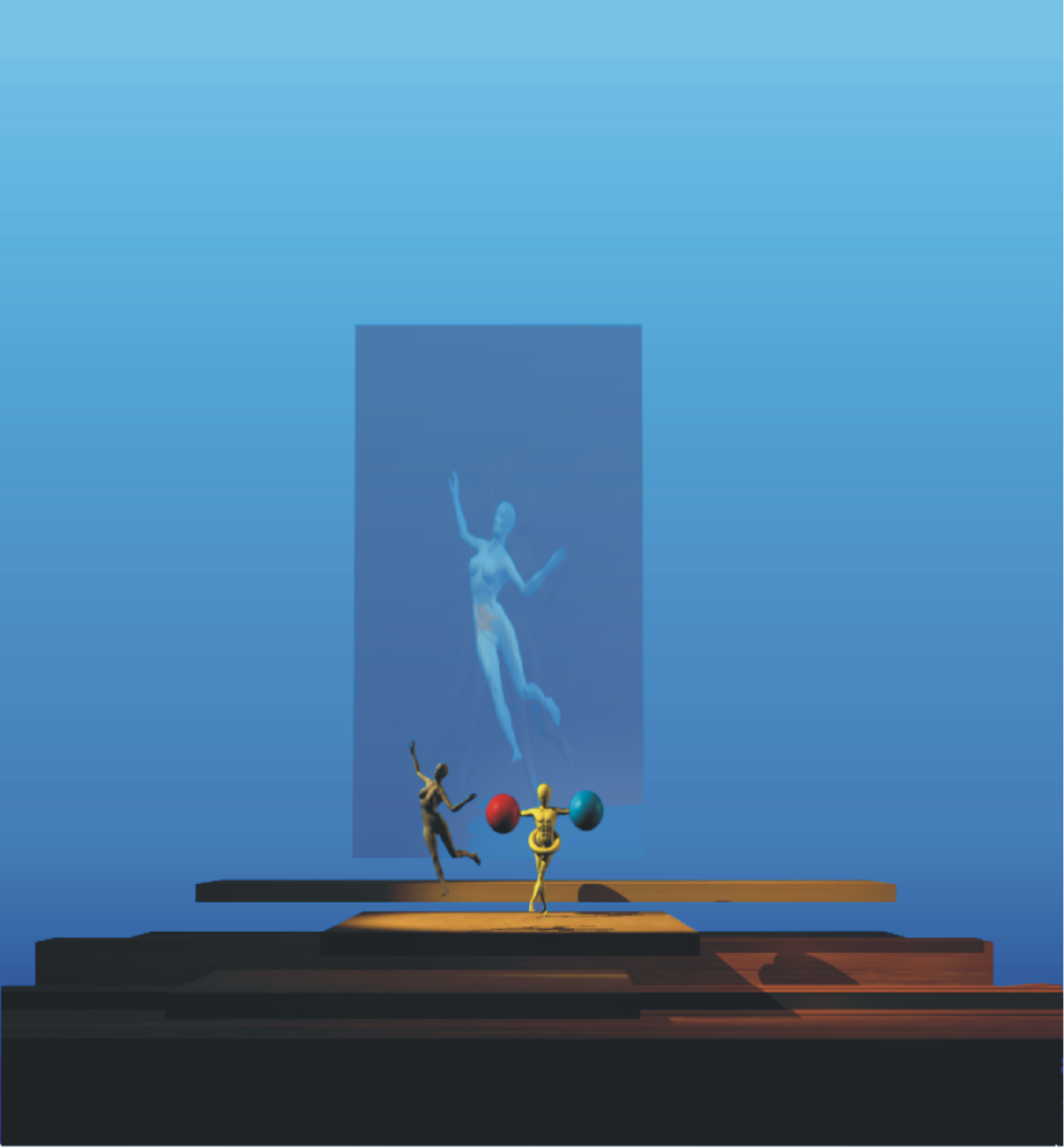
Les Mamelles de Tirésias opéra de Guillaume Apollinaire et Francis Poulenc

- 2005 : Der Lindberghflug de Bertolt Brecht et Kurt Weill – Projet scénique
- 2004 : Les mamelles de Tirésias de Francis Poulenc et Guillaume Apollinaire - Projet scénique
- 2003 : La Vérité sur le cas de monsieur Valdemar d'après Edgar Allan Poe
- 2002 : The Browning version de Terence Rattigan – Projet scénique et traduction
- 2001 : The prodigal son de Benjamin Britten – Projet scénique
- 2000 : Burning fiery furnace de Benjamin Britten - Projet scénique
- 1999 : Curlew river de Benjamin Britten - Projet scénique
- 1998 : Hansel et Gretel d’après Engelbert Humperdinck
- 1997 : L'Histoire du soldat d’Igor Stravinsky et Charles Ferdinand Ramuz[4].
- 1996 : La Cerisaie Anton Tchekhov; "Au pays des fables", théâtre d'ombres de Paul Cox[5].
- 1995 : L'Oiseau bleu d'après Maurice Maeterlinck
- 1994 : Don Quichotte de la Manche d'après Cervantès
- 1993 : Les Aventures du baron de Münchhausen

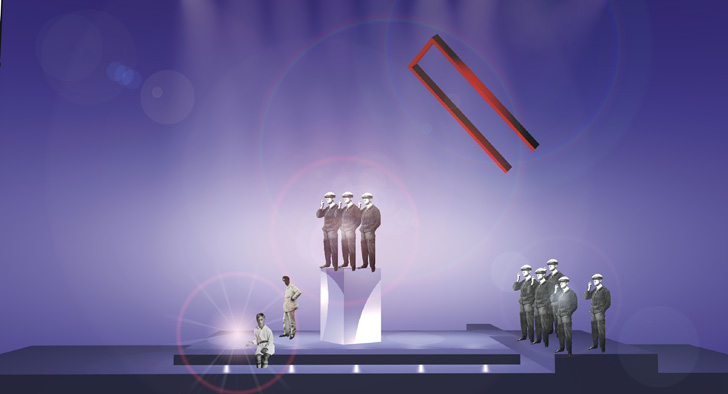
Der Jasager opéra de Kurt Weill et Bertolt Brecht

- 1992 : Mélusine ou la tentation d'aimer d’après Catherine Meyer
- 1992 : L'Ange noir d'après Antonio Tabucchi
- 1991 : Frère François, Saint d'Assise de Sylvain Lhermitte
- 1990 : Le miracle de la Manekine, anonyme médiéval
- 1989 : Renaud de Montauban d'après Les Quatre Fils Aymon
- 1988 : Six animaux en quête d'audience d’après Ésope et La Fontaine
- 1987 : Fulgor y muerte de Joaquin Murieta de Pablo Neruda
- 1986 : Murder in the magnolias de Paul Foster
- 1985 : The dark and mister Stone[6], Death in the hollyhocks[7].
- 1984 : Rue Morgue, inductions d'après Edgar Allan Poe
- 1984 : Bremen café de Rainer Maria Fassbinder - scénographie
- 1984 : Ubu meets the masked man Cabaret 'Pataphysique
- 1984 : Solness le constructeur de Henrik Ibsen – Scénographie
- 1984 : À la recherche du temps perdu d'après Marcel Proust adapté par Léon Katz
- 1984 : La Pierre philosophale de Antonin Artaud
- 1983 : Façade de Walton – Scénographie
- 1980-1983 : Photographe du Festival du Marais à Paris; Exposition de photographies : Les métiers du Marais

## Responsabilités pédagogiques
- 1994-1998 : Georgia Institute of Technology, professeur – Les avant-gardes et les arts de la scène
- 1987-1990 : Université Sorbonne Nouvelle - Paris 3, Atelier de scénographie
- 1986-1989 : Cours Florent, Histoire du théâtre
- 1987 : Centre culturel des Philippines, atelier de scénographie
- 1987 : Filipino repertory theatre, direction d'acteurs
- 1984-1985 : Université Yale, professeur – Espace scénique et espace urbain
- 1985 : Université Harvard, conférences Espace théâtral et espace urbain
- 1985 : La Mama theatre New York, Atelier de direction d'acteurs
- 1983-1984 : Bayreuth Jugenfestpieltreffen, Atelier de décors d'opéra

## Diplômes
- Architecte DPLG – Espace théâtral et Espace urbain, le Théâtre national de Chaillot
- DEA d'études théâtrales – Edward Gordon Craig, un théâtre visionnaire

## Bourses et récompenses
- 1984 : Comité du rayonnement français, bourse pour une résidence aux États-Unis
- 1983 : Académie française, bourse Jean Walter Zellidja
- 1983 : Académie des beaux-arts, Grand prix d'architecture, mention spéciale
- 1982 : Ministère de la Culture, bourse d'assistant à la mise en scène d'opéra